# Дюкло, Шарль Пино
Шарль Пино Дюкло (1704—1772) — французский писатель и историк, королевский историограф.

## Биография
Сын богатого торговца, скончавшегося в 1706.  Учился юриспруденции в Ренне, с 1713 продолжил обучение в Париже,  однако очень скоро забросил учебу; вращался в кругах либертинов, стал завсегдатаем знаменитого кафе Прокоп. Общался с Вольтером, Кейлюсом, Фонтенелем, Террассоном . В 1739 ассоциированный член Академии надписей и изящной словесности, для которой составил мемуар о дуэлях. Мэр г. Динан (1744). C 1741 занимается литературным творчеством: эротический роман «История госпожи Лус» (Histoire de Madame Luz, 1741),  либретто к балету «Проявления безумства» (Les Caracteres de la Folie, 1743); фантастическая повесть-сказка в духе рококо «Акажу и Зирфила» (1744).  В 1747 принят во Французскую Академию. Пользовался покровительством Людовика XV и госпожи де Помпадур . С 1750 придворный историограф (сменил в этой должности Вольтера). С 1755 непременный секретарь Французской академии. В 1763 и 1766 по политическим причинам находился за пределами Франции.

## Творчество
Самое известное из литературных произведений Дюкло – роман «Исповедь графа де» (Confessions du comte de ** ,1741), «увлекательный рассказ об альковных приключениях героя». По мнению А.Д. Михайлова,
Автор приводит своего героя после бесчисленных любовных интрижек без любви и наслаждений, без страсти к большому любовному чувству, предмет которого, молодая и прекрасная женщина, испытывает к графу де… не только плотское влечение, но и чувство духовной близости. Такой финал романа, несколько неожиданный и искусственный, является по сути дела отрицанием светской гедонистической морали, которой до этого жил герой.
В XVIII веке роман слыл «учебником соблазнения» . 

### Исторические сочинения
Дюкло является автором следующих исторических трудов: «История правления Людовика XI» (Histoire de Louis XI, 1745); «Записки к изучению истории нашего столетия» (Mémoires pour servir à l’histoire du siècle, 1751); «Тайные записки о правлении Людовика XIV, Регентстве и правлении Людовика XV» (Mémoires secrets sur le règne de Louis XIV, la régence et le règne de Louis XV, опубл. в 1791); «Рассуждения об Италии» (Considérations sur l’Italie, 1791). Трактат «Размышление о нравах сего века» (Considération sur les mœurs de ce siècle, 1751, рус. пер. 1813) написан в психологической манере Ф. де Ларошфуко и Ж. Лабрюйера . Кроме того, Дюкло написал небольшой очерк о дворцовом перевороте 1762 года в России.